# ジリアン・ローズ・リード
ジリアン・ローズ・リード（Jillian Rose Reed,  1991年12月20日 - ）は、アメリカ合衆国の女優である。

## 来歴
1991年、フロリダ州ハリウッドに生まれる。2008年にテレビドラマ『ゾーイ101』で女優デビュー。その後もテレビドラマを中心に活動し『Weeds ママの秘密』や『ザ・ミドル 中流家族のフツーの幸せ』などの作品にゲスト出演した。2011年からアシュリー・リッカーズ主演のテレビドラマ『Awkward 不器用ジェナのはみだし青春日記』のレギュラーキャストとして出演し、ヤング・アーティスト・アワードなどへもノミネートされた。

## 出演作品

### 映画
- My Super Psycho Sweet 16: Part 3 (2012) ※テレビ映画
- ダイナソー in L.A. Age of Dinosaurs (2013)
- Confessions of a Womanizer (2014)

### テレビドラマ
- ゾーイ101 Zoey 101 (2008)
- Weeds ママの秘密 Weeds (2008 - 2009)
- Hung (2009)
- コミ・カレ!! Community (2010)
- ザ・ミドル 中流家族のフツーの幸せ The Middle (2010)
- KING兄弟 Pair of Kings (2011)
- Awkward 不器用ジェナのはみだし青春日記 Awkward. (2011 - 2015)
- ハイスクール・ニンジャ Supah Ninjas (2013)
- Ghost Ghirls (2013)
- ジェシー! Jessie (2014)